# Gülbin Tosun
Gülbin Tosun (10 de noviembre de 1977, Estambul,Turquía) es una periodista y presentadora de noticias turca. Gülbin Tosun completó su educación universitaria en la Universidad de Estambul, Departamento de Periodismo, y su maestría en la Escuela de Negocios de Londres. Gülbin Tosun, que comenzó su carrera a la edad de dieciocho años en 1995, preparó y presentó programas de noticias y economía en Kanal E, BUGÜN TV, SHOW TV, KANAL D y SKY Türk. En 2009, después de que Özge Uzun, la presentadora de noticias de fin de semana de FOX TV, renunciara al canal, fue transferida a FOX TV. Desde septiembre de 2009, Gülbin Tosun prepara y presenta las noticias de fin de semana de FOX TV. Gülbin Tosun también es uno de los amigos más cercanos de Nazlı Tolga, la presentadora de noticias vespertinas de FOX TV antes que Fatih Portakal. Gülbin Tosun también es la hermana mayor del reportero de noticias de FOX TV, Ali Onur Tosun.

## Programas de televisión presentados
- Gülbin Tosun ile Show Gece Haber(Show TV- 1999/2001),
- Gülbin Tosun ile Sabah Haberleri(Skyturk-2004/2008),
- Gülbin Tosun ile Bugün TV Ana Haber (Bugün TV - 2008/2009)
- Gülbin Tosun ile FOX Ana Haber Haftasonu (FOX TV - Desde 2009)

- Datos: Q25474155